# Carolyn Sherwin Bailey
Pour les articles homonymes, voir Bailey.
Carolyn Sherwin Bailey, née le 25 octobre 1875 et morte le 23 décembre 1961, est une écrivaine américaine de livres pour enfants.

## Biographie
Carolyn Sherwin Bailey est née à Hoosick Falls, dans l'État de New York en 1875 et étudie au Teachers College de l'université Columbia, dont elle obtient son diplôme en 1896. Elle contribue au Ladies' Home Journal et à d'autres magazines. Elle publie son premier livre pour enfants en 1905. En plus des romans jeunesse, elle écrira sur d'autres sujets comme sur les méthodes de narration, l'enseignement aux enfants et d'autres sujets connexes, comme Boys and Girls of Colonial Days (1917) ; Broad Stripes and Bright Stars (1919) ; Hero Stories (1919) et The Little Rabbit Who Wanted Red Wings (1945). En 1906, elle écrit For the Children's Hour en collaboration avec Clara M. Lewis.
Elle épouse le Dr. Eben Clayton Hill en 1936 et vit alors à Temple dans le New Hampshire. En 1947, son livre Miss Hickory remporte la médaille Newbery. Au total, elle écrira plus de 70 livres dans sa carrière.

## Œuvres
Liste non exhaustive :
- (en) The Peter Newell Mother Goose, 1905
- (en) For the Children's Hour, 1906Écrit avec Clara M. Lewis.
- (en) Boys and Girls of Colonial Days, 1917
- (en) Once Upon a Time Animal Stories, Milton Bradley, 1918
- (en) Broad Stripes and Bright Stars: Stories of American History, Milton Bradley, 1919
- (en) Hero Stories, Milton Bradley, 1919
- (en) In the Animal World, Milton Bradley, 1924
- (en) Stories from an Indian Cave: The Cherokee Cave Builders, A. Whitman, 1924
- (en) Sixty Games and Pastimes for All Occasions, A. Whitman, 1928
- (en) Little Readers Series, McLoughlin Brothers, 1934
- (en) Country Stop, Viking Press, 1942
- (en) Tell me Another Story: The Book of story programs, Platt & Munk, 1943
- (en) Pionneer Art in America, Viking Press, 1944
- (en) The Little Rabbit Who Wanted Red Wings, 1945
- (en) Miss Hickory, Viking Press, 1946
- (en) Old Man Rabbit's Dinner Party, Platt & Munk, 1949
- (en) Enchanted Village, Viking Press, 1950
- (en) The Little Red Schoolhouse, Viking Press, 1957